# Modelo IS-LM

Gráfica del modelo. La curva IS se desplazó a la derecha, bien por una política fiscal de incremento del gasto o de transferencias, o bien por una disminución de la tasa de impuestos. El equilibrio se encuentra por tanto en Y2 e i2.

El modelo IS-LM, también llamado modelo de Hicks-Hansen, es un modelo macroeconómico de la demanda agregada que describe el equilibrio de la renta nacional (la producción) y de los tipos de interés de un sistema económico y permite explicar de manera gráfica y sintetizada las consecuencias de las decisiones del gobierno en materia de política fiscal y monetaria en una economía cerrada. El modelo representa el equilibrio económico a corto plazo, en que el nivel de precios se mantiene constante. Se representa gráficamente mediante dos curvas que se cortan, llamadas IS y LM, que identifican el modelo.
El modelo muestra la interacción entre los mercados reales (curva IS) y los monetarios (curva LM). Ambos mercados interactúan y se influyen mutuamente ya que el nivel de renta determinará la demanda de dinero (y por tanto el precio del dinero o tipo de interés) y el tipo de interés influirá en la demanda de inversión (y por tanto en la renta y la producción real). Por tanto en este modelo se niega la neutralidad del dinero y se requiere que el equilibrio se produzca simultáneamente en ambos mercados.
El modelo IS-LM, está inspirado en las ideas de John Maynard Keynes pero además sintetiza sus ideas con las de los modelos neoclásicos en la tradición de Alfred Marshall. Fue elaborado inicialmente por John Hicks en 1937 y desarrollado y popularizado posteriormente por Alvin Hansen. Las curvas IS-LM permanecen como el ejemplo supremo de la pedagogía de la teoría económica de los tiempos de dominio del pensamiento keynesiano.

## Formulación
El modelo IS-LM se representa gráficamente mediante dos curvas que se cortan, la llamada IS (Inversión-Ahorro (Investment-Saving en inglés)) y LM (Demanda de dinero-Oferta de dinero (Liquidity preference-Money supply en inglés)) que identifican el modelo global. En el eje horizontal o de abscisa se mide la renta nacional o el producto interno bruto, representados por la letra "Y", el eje vertical o de ordenadas se representan los distintos tipo de interés.
El modelo IS-LM pretende relacionar esencialmente los niveles de renta nacional o PIB con el tipo de interés relacionándolo con la inversión, el consumo y el gasto agregados. El primer ingrediente es la curva IS que relaciona los puntos de equilibrio de la economía productiva, y el segundo es la curva LM que representa los puntos de equilibrio en los mercados monetarios, a través de la igualdad entre la oferta y la demanda monetaria.

### Demanda agregada
Cada punto de la curva IS   representa las distintas combinaciones entre la renta nacional y la tasa de interés que hacen que la oferta agregada y la demanda agregada en el mercado de producto se igualen. Es decir, la curva IS muestra los pares de niveles de renta y tasas de interés para los cuales el mercado de bienes se encuentra en equilibrio. Tiene pendiente negativa porque el gasto privado (ya sea inversión por parte de las empresas, o consumo por parte de las familias) depende inversamente del tipo de interés, lo que se traduce en que una disminución del tipo de interés hace aumentar dicho gasto, generando una expansión en la Demanda Agregada, lo que conlleva un aumento de la producción.

### Curva IS

#### Relación de equilibrio IS

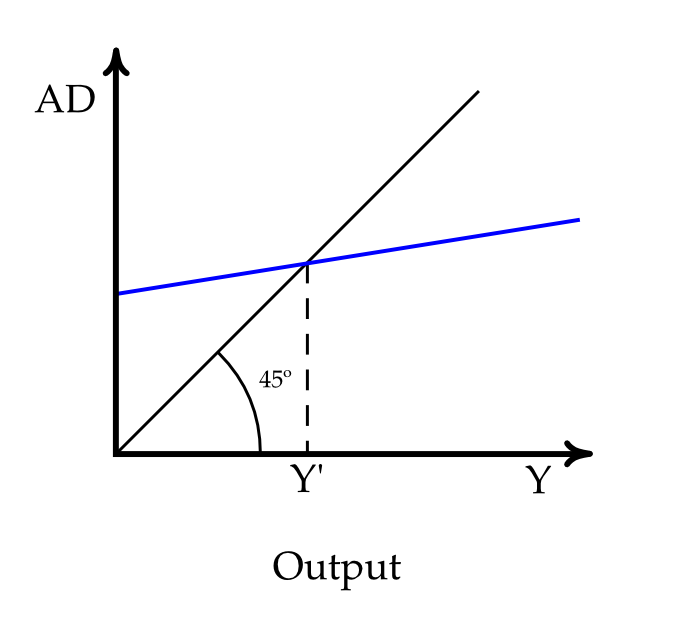
Curva de demanda agregada. El punto donde se cruza con la DA con la recta de 45 grados, es el punto de equilibrio en el mercado de bienes. A partir de esta serie de puntos de equilibrio, se obtiene la IS.

La curva IS se deduce de la demanda agregada (DA) y la recta de 45 grados o gasto efectivo. En el punto en el que se cruzan ambas, el mercado de bienes se encuentra en equilibrio. La DA representa la cantidad de bienes y servicios que los habitantes, las empresas, las entidades públicas y demás, desean y pueden consumir del país para un nivel determinado de precio. La curva de demanda tiene pendiente negativa: si suben los precios la gente querrá comprar menos y si bajan querrá comprar más.
Es importante precisar que el modelo se desarrolla en un margen de economía cerrada; no existen los intercambios con el extranjero. Con estas condiciones, la producción nacional es igual a la demanda nacional.
No existe la inflación dentro del contexto de este modelo.

La demanda Agregada (Z) es dada por la siguiente relación:
{\displaystyle Z=C+I_{p}+G}
En donde 
- Z; es la demanda agregada
- C es el consumo
- Ip es la inversión privada
- G es el gasto público

La producción Y es utilizada; ya sea por fines de consumo C, o bien fines de ahorro S, es decir:
{\displaystyle Y=C+S}
Ya que nos encontramos en un modelo de economía cerrada, tenemos equilibrio, es decir que la demanda agregada es igual a la producción. Entonces tenemos:
{\displaystyle Y^{*}=Z^{*}}
{\displaystyle C+S=C+I_{p}+G}
{\displaystyle S=I_{p}+G}

Curva IS.

Comentario: Dentro del equilibrio, si asimilamos Ga una inversión Ig, obtenemos la igualdad siguiente: S = Ip + Ig= I, de ahí el nombre de la curva IS: lnversión (investment) es igual al ahorro (savings) en cada punto de la curva IS. 
Ya que el modelo IS-LM busca determinar la demanda (Z= Y) y la tasa de interés r al equilibrio, estas magnitudes se deben expresar en función de Yet r. 
De manera general, la inversión se encuentra en función decreciente de la tasa de interés, es por eso que obtenemos una curva decreciente; su pendiente depende de la elasticidad de la inversión en función de la tasa de interés y del multiplicador keynesiano.
Por ejemplo, utilizando las relaciones lineales:
- G es considera exógena (determinada por el gobierno), igual a G0
- C = C0+ c(Y - T) - s.r; donde C0 es el consumo autónomo, c es la propensión al consumo, T los impuestos (Y– TIngreso), s es la propensión a ahorrar en función de la tasa de interés r;
- Ip= I0- a.r; donde I0 es el conjunto de proyectos de inversión posibles, a es la sensibilidad de los agentes (inversores) a la tasa de interés.

Sabiendo esto, la demanda agregada Z viene dada por la siguiente expresión:
{\displaystyle Z=(C_{0}+c(Y-T)-s.r)+(I_{0}-a.r)+G_{0}}
Estableciendo A0= C0 + I0 + G0:
{\displaystyle Z=cY+A_{0}-cT-(a+s)r}
La relación IS, resulta:
{\displaystyle Y=Z=\left({\frac {1}{1-c}}\right)\times (A_{0}-c.T-(a.s)r)}
La demanda agregada es una función lineal de la producción, de pendiente inferior a 1 (figura A).
La demanda (con una producción en equilibrio) es una función decreciente de la tasa de interés. La curva IS es una representación de esta relación de equilibrio.
A la izquierda del punto de equilibrio de la figura A o la izquierda de la curva de la figura B, la demanda agregada es superior a la producción, ya que esta tiende a aumentar: a la derecha de la curva, la demanda es inferior a la producción que tiende a disminuir.

#### Desplazamiento de la Curva IS
Si el nivel de gasto público aumenta de G a G’; por una tasa de interés dada, el consumo total aumenta, y bien la demanda y la producción aumentan igualmente. Utilizando el razonamiento anterior, obtenemos:
{\displaystyle Y'=\left({\frac {1}{1-c}}\right)\times (C_{0}+I_{0}+G'-c.T(a+s)r)}
{\displaystyle Y'=Y=\left({\frac {1}{1-c}}\right)\times (G'-G)}
Por un aumento del gasto público de 1, el ingreso aumenta en una relación {\displaystyle \left({\frac {1}{1-c}}\right)}, como (0< c < 1) esta relación es superior a 1, de ahí su nombre multiplicador keynesiano. Igualmente una disminución en los impuestos, o un aumento en la confianza de los consumidores (representados por la propensión del consumo) provoca un desplazamiento hacia la derecha de la curva IS.
Inversamente, si el nivel de impuestos aumenta de T a T’, el consumo decrece, y entonces la demanda y la producción disminuyen en las mismas proporciones. Utilizando el razonamiento anterior, obtenemos:
{\displaystyle Y'=\left({\frac {1}{1-c}}\right)\times (A_{0}-c.T'-(a+s)r)}
{\displaystyle Y'-Y=\left({\frac {1}{1-c}}\right)\times (T-T')<0}

Curva LM.

La curva IS se desplaza hacia la izquierda. Igualmente, una reducción del gasto público o de la confianza de los consumidores desplazan hacia la izquierda la curva IS.

### Curva LM
La LM se obtiene a partir del equilibrio en el mercado de dinero, que es en conjunto el equilibrio en el mercado de activos. La LM muestra las combinaciones de renta y tipo de interés en los que la demanda de dinero en términos reales es igual a la oferta de dinero.
La oferta nominal de dinero es controlada por los bancos centrales de cada país y en este modelo se considera como una constante (Ms). Como en el modelo IS-LM el nivel de precios también es constante, la oferta monetaria real será Ms/p.
La demanda de dinero se expresa de la siguiente forma: MD = k·Y - h·i. Donde k es la sensibilidad de la demanda de dinero al nivel de renta, y h es la sensibilidad de la demanda de dinero al tipo de interés.
La lm es de gran importancia para las economías llevándolas a un estudio minucioso sobre e interés y el dinero de un país siendo obstante su empleo a la hora de llevar estudios de gran envergadura sobre casos macroeconómicos.
Si despejamos el tipo de interés, la función quedaría así: 
{\displaystyle i={\frac {k}{h}}Y-{\frac {1}{h}}M_{D}}
Finalmente, como la Ms viene determinada por el banco central, es una variable exógena, será constante y se representará gráficamente como una recta vertical. En el punto donde se cruza esta recta con la curva de demanda de dinero, expresada anteriormente, habrá equilibrio en dicho mercado.
A partir de estos puntos de equilibrio, se obtendría la curva LM. Que se expresa de la siguiente forma:
| Expresión de la LM                                 |  |  |  | |
| {\displaystyle i={\frac {-M}{ph}}+{\frac {k}{h}}Y} |  |  |  | Donde: - M = Cantidad de dinero en el mercado. - p = Nivel de precios. - h = Sensibilidad de la demanda de dinero al tipo de interés. - k = Sensibilidad de la demanda de dinero al nivel de renta. - Y = Renta o nivel de producción. |

#### Desplazamiento en la Curva LM
La posición de la curva depende de la oferta del dinero, del nivel de precios, y del comportamiento de los agentes (propensiones, elasticidad).
Si la oferta del dinero aumenta de M a M’, cuando P permanece constante (sin inflación), la oferta de dinero aumenta de M/P a M’/P.
Por un Y dada, corresponde a una disminución de r a r’ de tasa de interés, lo que conduce a un desplazamiento hacia abajo de la curva LM.
Igualmente una disminución de oferta de dinero provoca un desplazamiento hacia arriba de la curva LM.

#### Equilibrio IS-LM
El equilibrio final del modelo se obtiene cuando se iguala la IS (equilibrio en el mercado de bienes) con la LM (equilibrio en el mercado de dinero).
Recordando que nos encontramos en el modelo de demanda de Keynes, en donde el objetivo es resolver el desempleo involuntario, creando un aumento de la demanda global de bienes. Se considera la aplicación de distintas políticas para desplazar la IS o la LM. Para desplazar la IS se usan políticas fiscales, que pueden ser expansivas (con el objetivo de aumentar el nivel de renta o producción, es decir la Y y disminuir la tasa de paro) o restrictivas (con el objetivo de disminuir la inflación, y como efecto no deseado la reducción del nivel de renta). Para la IS las políticas a aplicar son las fiscales, y para la LM son las políticas monetarias.